# Kherdine Zorgui
Kherdine Zorgui est un joueur algérien de volley-ball, né le 18 juillet 1981,,

## Clubs
| Club               | Pays   | De        | À         |
| ------------------ | ------ | --------- | --------- |
| Asnières Volley 92 | France | 2002-2003 | 2009-2010 |
| CNM Charenton      | France | 2010-2011 | 2011-2012 |

## Palmarès

### En club
- Champion de France Ligue B :  2006

### Sélection nationale
- tournoi qualifications au championnat du monde 2010 [4].